# Ватиканська обсерваторія
Ватиканська обсерваторія (лат. Specula Vaticana) — астрономічна обсерваторія та науково-дослідний центр католицької церкви, яким керують єзуїти.
Перша обсерваторія була створена у Ватикані на Григоріанській вежі для проведення астрономічних досліджень для запровадження григоріанського календаря. Сучасна обсерваторія була заснована папським документом 1891 року «Ut mysticam». 1935 року через яскраве нічне освітлення в Римі обсерваторія була перенесена в папську літню резиденцію в палаці Кастель-Гандольфо, який розташований в Італії за межами Рима, але є екстериторіальною власністю Святого Престолу.
Основним інструментом обсерваторії є Ватиканський телескоп передових технологій, розташований в Аризоні в США, яким керує Дослідницька група Ватиканської обсерваторії і який фінансує благодійний Фонд Ватиканської обсерваторії. Натомість палац Кастель-Гандольфо використовуються для проведення конференцій, роботи адміністрації та збереження архівів.

## Історія

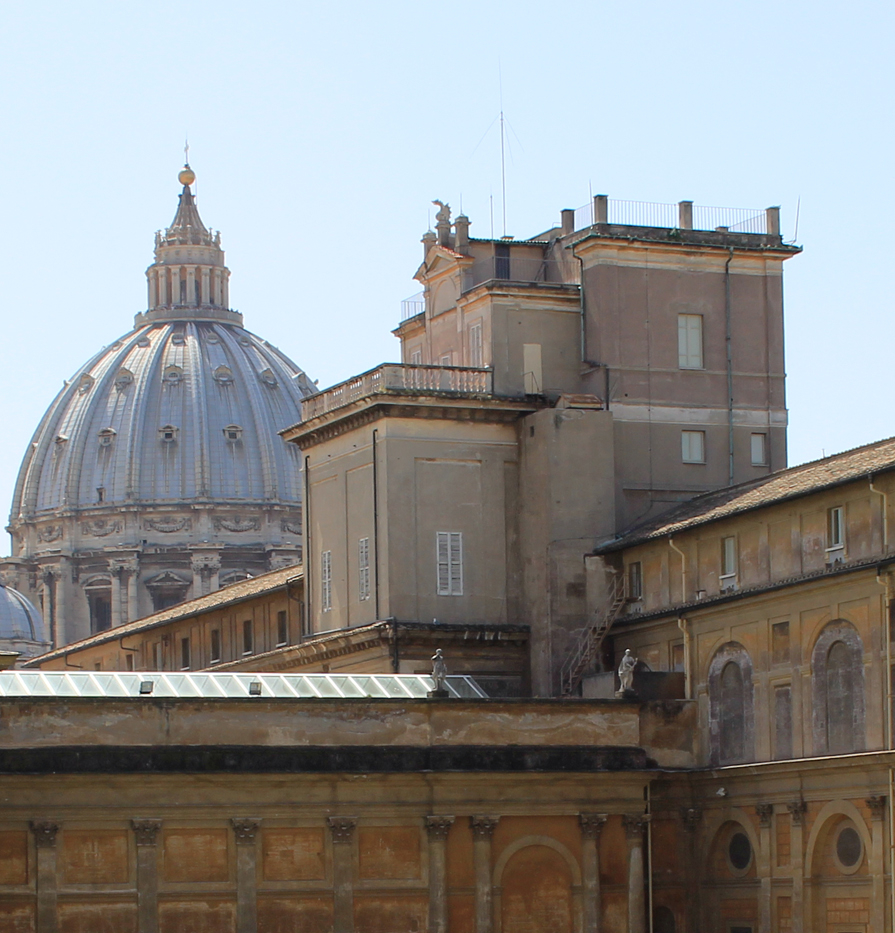
Григоріанська вежа у Ватикані

Витоки Ватиканської обсерваторії сягають часу будівництва Григоріанської вежі, яке відбулося між 1578 і 1580 роками, щоб дозволити астрономічні дослідження, необхідні для розробки реформи календаря, бажаної папою Григорієм XIII і затвердженої в 1582 році. Основним інструментом, який використовували, був сонячний годинник, який складався з прямої лінії з білого мармуру, що йшла вздовж підлоги, паралельно напрямку північ-південь і слугувала для вимірювання висоти Сонця опівдні відповідно до пір року.
Однак перші систематичні телескопічні спостереження, проведені в межах Святого Престолу, належать до діяльності Римської колегії єзуїтів. 14 липня 1774 року папа Климент XIV видав документ (motu proprio), наказавши заснувати Папську обсерваторію Римської колегії, яка мала стати першою сучасною обсерваторією в Папській державі. Але проєкти не були продовжені, і лише наприкінці XVIII століття, кардинал Франческо Саверіо де Дзелада побудував вежу висотою близько 38 метрів за кошти Колегії та придбав деякі астрономічні інструменти. Пізніше папа Пій VII під час перебування у Франції придбав для обсерваторії телескопи та точні годинники.
Невідповідність обладнання обсерваторії тогочасним науковим вимогам переконало єзуїта Анджело Секкі спроєктувати нову обсерваторію з чотирма будівлями: для меридіанних спостережень, для великого екваторіалу, для малого екваторіалу Шошауа та для магнітного і метеорологічного кабінетів. Під керівництвом Секкі ватиканська астрономія почала набувати міжнародного значення.
Після об'єднання Італії, із втратою територіального суверенітету Святим Престолом, обсерваторія Римського коледжу опинилась на території італійської держави. Тому виникла потреба надати Ватикану нову структуру для астрономічних спостережень. 1888 року Франческо Денца запропонував папі Леву XIII знову відкрити Грегоріанську вежу, побудовану папою Григорієм XII, яка до 1821 року використовувалася для спостережень за небом, а після цього перебувала в занедбаному стані.
Офіційне заснування Ватиканської обсерваторії відбулося з вердиктом (motu proprio) Лева XIII «Ut mysticam» від 14 березня 1891 року, а сам Денца був призначений її першим директором. Обсерваторія була обладнана першим 3,5-метровим поворотним куполом, до якого за кілька років додалися ще три, а також інше сучасне обладнання, придбане коштом пожертв. Через два роки обсерваторія отримала геліограф для фотографування Сонця, розмістивши його на терасі нового крила Ватиканських музеїв (пізніше перенесений на терасу нинішнього монастиря Mater Ecclesiae). 1909 року великий рефрактор був розміщений під 8,8-метровим куполом на вершині вежі.
Серед перших великих наукових проєктів обсерваторії слід зазначити участь в міжнародному проєкті «Carte du Ciel», першому фотографічному зоряному атласі. Картографуючи небо, обсерваторія співпрацювала з 21 іншою обсерваторією в усьому світі. Це потребувало оснащення обсерваторії великим телескопом. На вежі Джованні на Леонінських стінах було побудовано 8-метровий обертовий купол. 4 черниці з Інституту сестер Марії Бамбіни в Мілані з 1910 по 1922 рік каталогізували 400 000 зір.
Наприкінці 1920-х років зростаюче освітлення Рима ускладнило астрономічні спостереження. Новий директор обсерваторія, Йохан Штайн, на початку 1930-х років почав пошуки нового місця для обсерваторії, зрештою обравши папський палац в італійському муніципалітеті Кастель-Гандольфо. Приміщення, надане папою Пієм XI, почало діяти як обсерваторія в 1935 році. Новий майданчик обсерваторії був оснащений 8,5-метровим поворотним куполом для нового візуального рефрактора та 8-метровим куполом для сучасного подвійного астрографа, оснащеного спектрографом для астрофізичних досліджень. Також діяли лабораторія спектроскопії для вивчення численних метеоритів, зібраних обсерваторією, і велика бібліотека. 1965 року був встановлений Обчислювальний центр для розміщення комп'ютерів, необхідних для астрофізичних досліджень.
У 1970-х роках та сама проблема, яка змусила обсерваторію переїхати з Рима до Кастель-Гандольфо, повторилася зі збільшенням штучного освітлення в прилеглих до Рима районах. Під керівництвом Джорджа Койна обсерваторія розпочала пошук місця для нової обсерваторії і зрештою вибрала Тусон у штаті Аризона в США, де Койн був директором обсерваторії Каталіна та Стюардівської обсерваторії Університету Аризони. Відповідно до угоди, укладеної в 1980 році, у Тусоні було створено Дослідницьку групу Ватиканської обсерваторії, яка використовувала наявні в університеті телескопи. Згодом було вирішено розпочати проєкт будівництва окремої обсерваторії. З цією метою у 1987 році було засновано Фонд Ватиканської обсерваторії, щоб координувати кампанію збору коштів, необхідних для реалізації проєкту. 1993 року був урочисто відкритий Ватиканський телескоп передових технологій діаметром 1,83 метри.
Натомість обсерваторію в палаці Кастель-Гандольфо тепер використовують для проведення конференцій, зустрічей, роботи адміністрації та збереження архівів.

## Наукові дослідження

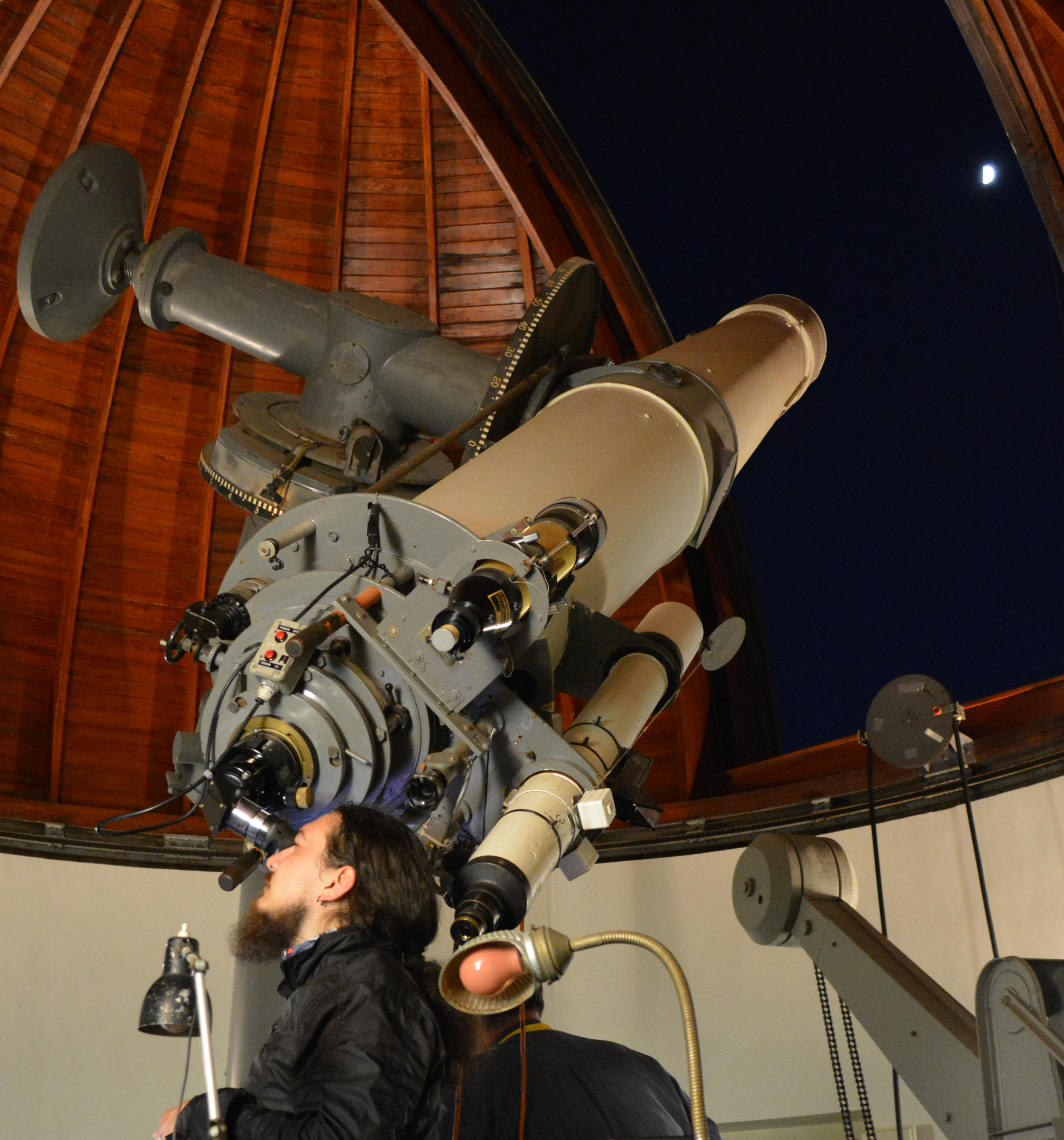
Рефрактор Цайсса

Обсерваторію в Кастель-Гандольфо, оснащено чотирма телескопами, зокрема, 40-сантиметровим рефрактором Цайсса 1935 року, подвійним астрографом Цайсса, 60-сантиметровим кассегренівським рефлектором. Хоча ці телескопи все ще частково використовується, сучасні астрономічні спостереження на них вже проводити неможливо через світлове забруднення. В обсерваторії проводять дослідження метеоритів, зокрема для вимірювання їхніх фізичних властивостей, таких як густина, пористість, магнітна сприйнятливість, теплоємність і теплопровідність.
Кожні два роки, починаючи з 1986 року, штаб-квартира Кастель-Гандольфо приймає Літню школу Ватиканської обсерваторії, відкриту для студентів старших курсів і аспірантів з астрономії з усього світу. Обсерваторія також періодично проводить наукові конференції, а також заходи з популяризації науки, відкриті для громадськості.

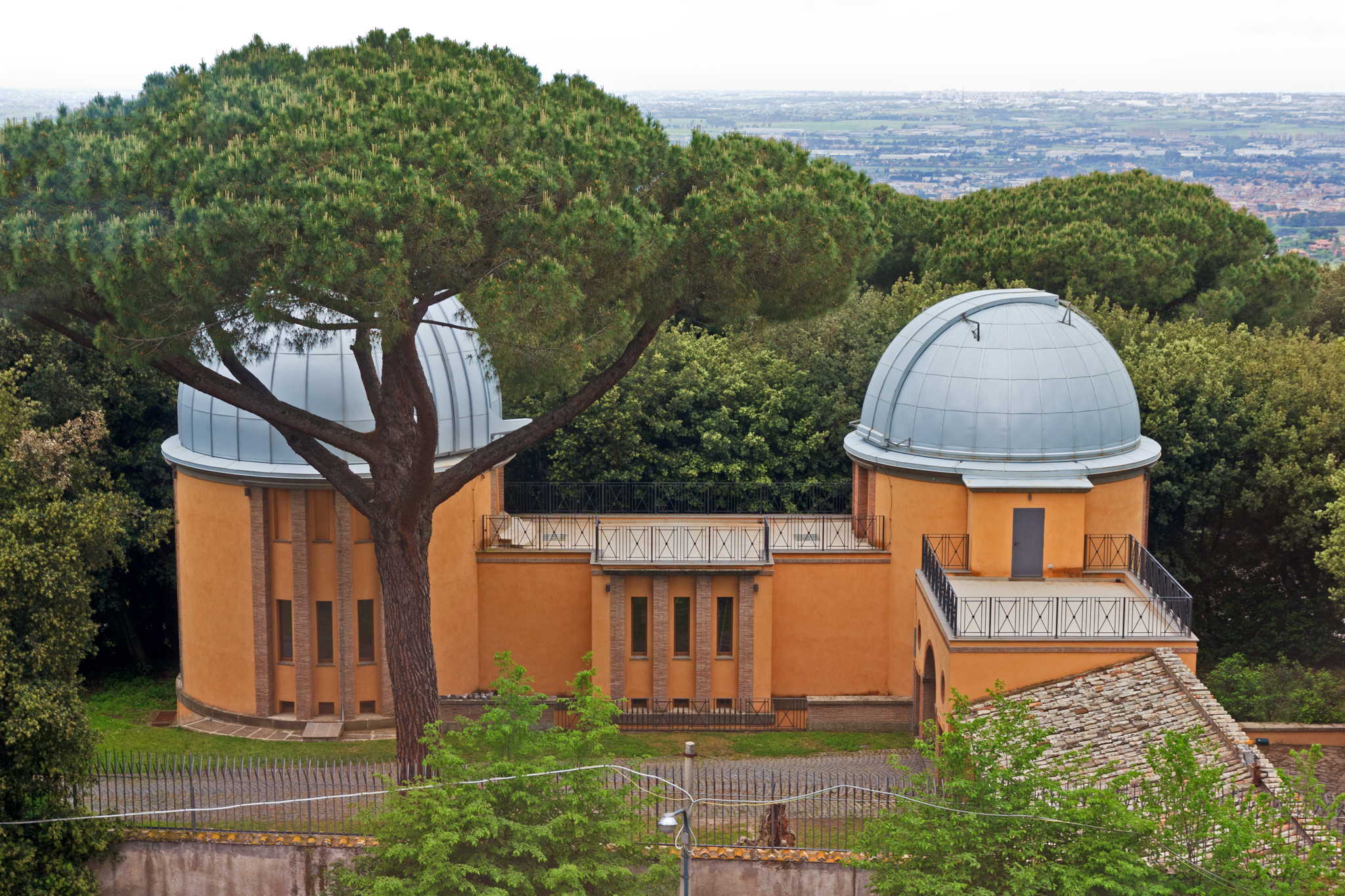
Обсерваторія на віллі Барберіні

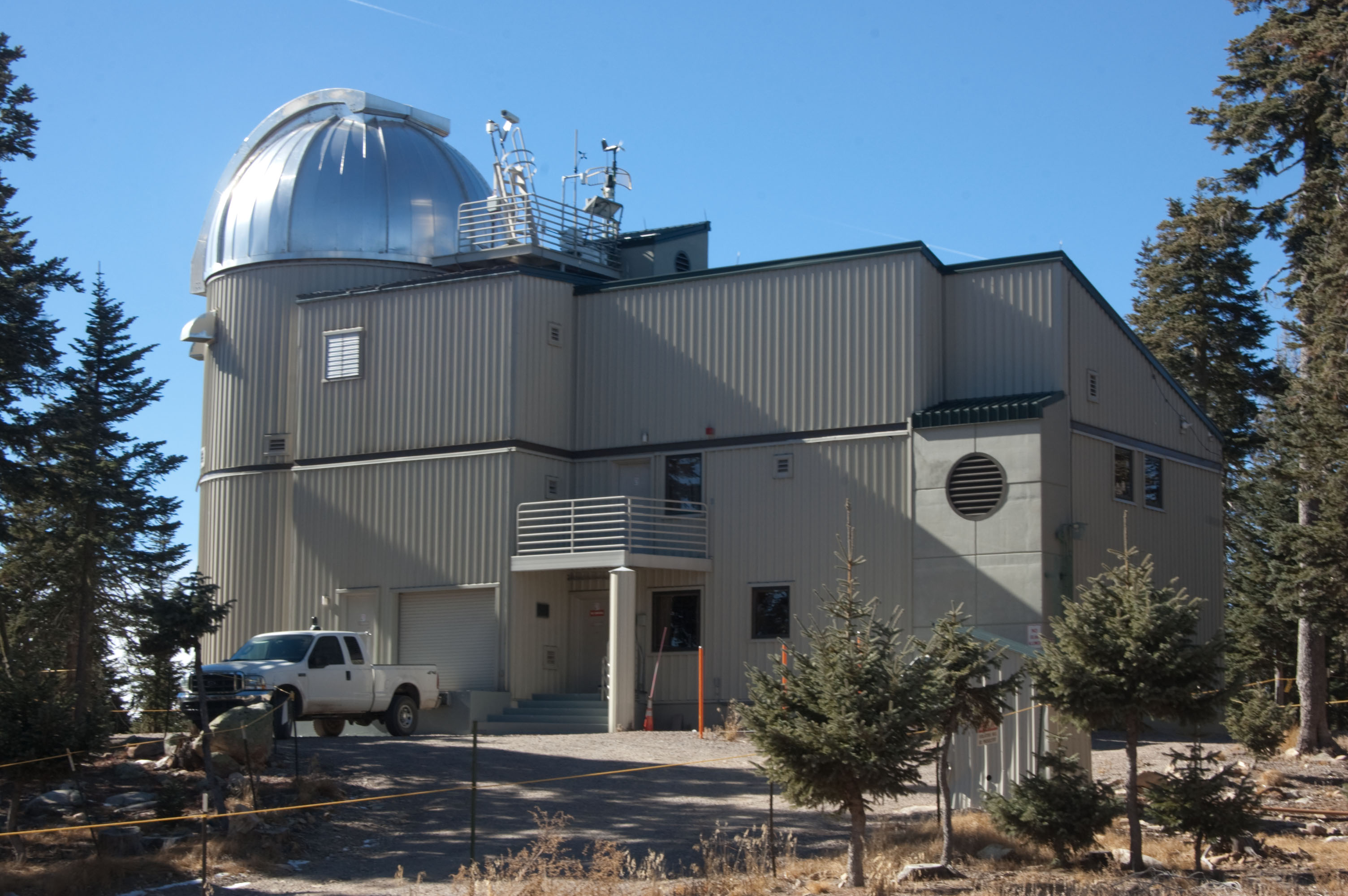
Ватиканський телескоп передових технологій у США

Частина обсерваторія також знаходиться на віллі Барберіні. Вона містить два куполи. У першому куполі, побудованому в 1941 році, знаходиться телескоп з 33-сантиметровим об'єктивом і фокусною відстанню 343 см, який працював у проєкті «Carte du Ciel», а також телескоп-рефрактор з 20-сантиметровим об'єктивом і фокусною відстанню 360 см. Другий купол був побудований в 1954 році для 65-сантиметрового рефлектора.
Основні спостереження обсерваторії проводяться на Ватиканському телескопі передових технологій на горі Грем у США.
Основні напрями наукових досліджень:
- Планетологія, зокрема огляд транснептунових об'єктів, аналіз тіл у поясі астероїдів і пошук навколоземних об'єктів[11].
- Пошук екзопланет[12].
- Зоряна астрономія, зокрема фотометрична класифікація зір, визначення періодичності пульсарів, утворення субкарликів, спектроскопія потенційних екзопланет, ідентифікованих місією Кеплер[13].
- Галактики, особливо зореутворення в еліптичних галактиках, зоряні скупчення та моделювання утворення галактик у космологічній моделі CDM[14].
- Космологія, особливо моделі інфляції, теорія мультивсесвіту, великомасштабний вплив гравітаційної взаємодії, квантова гравітація та квантова космологія[15].

## Директори
- Франческо Денца[it] (1891—1894)
- Джузеппе Лаїс[it] (1894—1906)
- Йоганн Георг Гаген (1906—1930)
- Йохан Штайн (1930—1951)
- Деніел Джозеф Келлі О'Конелл (1952—1971)
- Патрік Трінор (1971—1978)
- Джордж Койн[it] (1978—2006)
- Хосе Габріель Фунес[it] (2006—2015)
- Гай Консольманьо[it], з 2015 року.

Директор обсерваторії автоматично є членом Папської академії наук.